# Franz Tobisch

Stand des Unternehmens auf der Internationalen Elektrischen Ausstellung 1883 in Wien

Klöppelraum der Fabrik von Franz Tobisch (vor 1900)

Bleikabel- und Verseilraum

Messinstrumentenraum

Das Unternehmen Franz Tobisch war in der Zeit zwischen 1839 und 1915 ein Kurzwarenerzeuger und eine Kabelfabrik in Wien. Das Unternehmen entwickelte sich vom Seidendraht-Kunstflechter zur Ersten österreichischen Fabrik isolirter Kabel und Drähte für elektrisches Licht, Kraftübertragung, Telegraphie und Telephonie. Eigentümer waren Franz Tobisch, sein gleichnamiger Sohn und dessen Witwe Caroline Tobisch.

## Geschichte

### Seidendraht-Kunstflechter
Franz Tobisch senior kam als Sohn eines armen Webers auf die Welt. Er erlernte das Handwerk seines Vaters zu Hause und ging 1834 von Priesen in Böhmen als Handwerksbursche zum Seidenzeugfabrikanten Amon nach Wien. Er gewann rasch das Vertrauen seines Meisters, welcher ihm bald die kommerziellen Agenden seines Geschäftes übertrug.
Nachdem Tobisch sen. drei Jahre in dieser Stellung Erfahrungen und Geschäftskenntnis gesammelt hatte, errichtete er im Jahre 1837 unter den schwierigsten Verhältnissen mit bescheidenen Mitteln eine Seidenzeugappretur, die für die nächsten zwei Jahre kaum finanziellen Gewinn einbrachte. 1839 heiratete er eine Witwe, die sich mit der Erzeugung von Gimpen, Hutdraht und Drahtband im kleinen auskannte. Er übernahm ihr Geschäft an der Krongasse in Wieden und legte damit den Grundstein des Draht- und Kabelunternehmens, weshalb es auch als Gründungsjahr gilt.
Das kleine Geschäft hob sich unter seiner Leitung rasch. Anfangs gab es nur zwei Umspinnmaschinen und einen alten Webstuhl, doch mit dem einsetzenden Erfolg konnte Tobisch sen. von Jahr zu Jahr seinen Maschinen- und Arbeiterstand vergrößern. Im Jahre 1848 übersiedelte er mit seiner kleinen Gimpenfabrik aus Geschäftsgründen nach dem Schottenfelde in die Burggasse. Im selben Jahre wurde sein Sohn Franz geboren. 1855 bezog er sein eigenes Haus in der Zieglergasse, in welchem er sofort das ganze erste Stockwerk zu Fabriksräumen adaptierte.
Spätestens 1873 war der Sohn des Geschäftsinhabers, Franz Tobisch jun., Teilhaber im Geschäft. Auf der damaligen Weltausstellung in Wien stellten sie noch als „Seidendraht-Kunstflechter“ aus. Die ausgestellten Objekte waren „Visite-, Blumen-, Arbeits- und Früchtenkörbe“ sowie Rauchgarnituren, meist Drahtkörbchen mit Seide übersponnen.

### Elektrokabelerzeugung
Mittlerweile fand die Haustelegraphie eine immer größere Verbreitung, und mit ihr stieg der Bedarf an hierzu nötigen Leitungsmaterialien. Mit Tobisch jun. kam ein frischer Wind in das Unternehmen. Er konnte seinen Vater dazu bewegen, die Menschenkraft durch Dampfkraft zu ersetzen. Dieser entschloss sich nach langem Widerstreben im Jahre 1876, mit dem alten System zu brechen und eine kleine vierpferdige Dampfmaschine aufzustellen. Als Tobisch jun. dies erreicht hatte, bemächtigte er sich sofort des neuen Fabrikationsartikels, nämlich der isolierten elektrischen Leitungsdrähte, und begann feine Kupferdrähte mit Seide, Zwirn und Wolle zu umspinnen, Wachsdrähte und sonstige schwächere isolierte Leitungen zu erzeugen. Franz Tobisch sen. fing um diese Zeit an zu kränkeln und musste die Führung des Geschäftes größtenteils seinem Sohne überlassen. Er starb nach langem Leiden in Purkersdorf im 70. Lebensjahr, und sein Sohn trat an die Spitze des Geschäftes.
Franz Tobisch jun. bildete nun die Fabrikation isolierter elektrischer Leitungsmaterialien, den Errungenschaften der modernen Elektrotechnik entsprechend, immer mehr aus. Nachdem ihm der Raum hierzu in seinem Hause in der Zieglergasse zu eng geworden war, kaufte er in der Schottenfeldgasse Nr. 60 ein größeres Areal und errichtete dort im Jahre 1883 die Erste Oesterreichische Fabrik isolirter Kupferdrähte für elektrisches Licht, Kraftübertragung, Telegraphie und Telephonie. Gleich im selben Jahre lieferte er die isolierten Leitungen für die Stadtbeleuchtungsanlage in Temesvár. Nachdem das Unternehmen schon in München dabei war, stellte es auf der Internationalen Elektrischen Ausstellung 1883 in Wien Seidendrähte mit einer Stärke von 0,5 mm bis 5 mm aus, sowie Kabel mit 7 bis zu 343 enthaltenen Drähten. Hergestellt wurde auch dickere isolierte Drähte und sie hatten die Vertretung für Weiller’s Silicon-Bronzedraht. Bis 1884 wurden die Produkte des Unternehmens „fünfmal prämiert“. Im Jahre 1883 erhielt das Unternehmen auch den ehrenden Auftrag zur Erzeugung der isolierten Leitungen für die Beleuchtungsanlagen des k.k. Hofoperntheaters und des k.k. Hofburgtheaters. Diese Aufträge konnte der 1848 geborene Franz Tobisch jun. nicht mehr selbst ausführen, denn er starb am 9. Dezember 1885 und hinterließ seine Frau und seine Tochter Melanie.
Seine Witwe Caroline Tobisch, genannt Lina, übernahm die Leitung der Fabrik, welche schon damals einen ganz beträchtlichen Umfang angenommen hatte. Unter ihrer Leitung erzeugte die Fabrik unter anderem isolierte Kabel und Drähte für das k.k. Lustschloss in Lainz, die Hofburg in Wien, das k.u.k. technische administrative Militärcomité, das k.u.k. Marine-Militärcomité, ferne die k.k. Postökonomieverwaltung, das Lloydarsenal in Triest usw. Im Laufe der Zeit wurde die Unternehmensbeschreibung leicht verändert in Erste österreichische Fabrik isolirter Kabel und Drähte für elektrisches Licht, Kraftübertragung, Telegraphie und Telephonie.
Lina Tobisch ließ die mechanische Ausführung der Leitungen durch wissenschaftliche Untersuchungen kontrollieren. Auf Grund der Ergebnisse dieser Untersuchungen, für welche sie in ihrer Fabrik ein mit allen Hilfsmitteln der modernen Technik ausgestattetes Messzimmer einrichtete, erweiterte und verbesserte sie das Verfahren bei der Herstellung isolierter Leitungen. Im Jahre 1895 wurde dem Unternehmen der Titel eines k.u.k. Hoflieferanten verliehen. Nach der Unternehmensbeschreibung von 1898 konnte Lina Tobisch das Unternehmen trotz der starken Konkurrenz aus dem In- und Ausland vergrößern und das Unternehmen hatte einen guten Ruf.

### Neue Eigentümer
Mit Gesellschaftsvertrag vom 23. März 1907 gründen Kurt Schmidt, Fabriksdirektor in Wien, und Oscar Kolm, Hof- und Gerichtsadvokat in Wien, die Franz Tobisch, Gesellschaft m. b. H. um das Unternehmen von Karoline Tobisch zu erwerben und weiterzubetreiben. Mit Gesellschaftsvertrag vom 27. Dezember 1907 tritt Kurt Schmidt als Geschäftsführer aus und es folgen Max Reimann und Ferdinand Matauschek.
Mit allerhöchster Entschließung vom 6. Mai 1909 erhält der Maschinenwärter Ignaz Hintringer in „Anerkennung vieljähriger, ein und demselben gewerblichen Unternehmen zugewendeter, treuer und belobter Berufstätigkeit“ das Silberne Verdienstkreuz mit der Krone.
Es folgen weitere Geschäftsführer-Wechsel. Mit 19. Dezember 1911 trat das noch immer in der Schottenfeldgasse beheimatete Unternehmen in Liquidation. Mit Beschluss vom 23. April 1912 wurde der Konkurs über die Franz Tobisch, Gesellschaft m. b. H. in Liquidation eröffnet. Mit 28. Dezember 1915 wurde die Firma schließlich aus dem Firmenbuch gelöscht. Der Konkurs war mangels Vermögens beendet worden.
Caroline Tobisch, geborene Zehetner, wurde 80 Jahre alt und am 9. Jänner 1939 im Grab ihres Mannes bestattet. (Friedhof Meidling, Abteilung B, Grp. 1, G57A) Im Gebäude Schottenfeldgasse 60 waren im Jahre 1915 die „Usona“, Fabrik für Gummimäntel und wasserdichte Ausrüstung Ges. m. b. H. und ein Staatsbeamten-Kasinoverein beheimatet.